# Beitar Illit
 Beitar Illit  (em hebraico:  בֵּיתָר עִלִּית ) ou Betar Illit é  uma cidade,  israelense na  cisjordânia 10 km ao sul de  Jerusalém, estabelecido em 1985, em terras compradas de antigas vilas árabes. Seus primeiros habitantes foram jovens famílias sionistas religiosas do yeshivá de Machon Meir. Posteriormente houve um influxo de haredis ortodoxos, que atualmente predominam  